# Ceratomerus lobatus
Ceratomerus lobatus är en tvåvingeart som beskrevs av Sinclair 2003. Ceratomerus lobatus ingår i släktet Ceratomerus och familjen Brachystomatidae. Inga underarter finns listade i Catalogue of Life.